# Margherita Mussi
Margherita Mussi (* 31. August 1948 in Treviso) ist eine italienische Prähistorikerin, die von 1974 bis 2009 an der römischen Universität La Sapienza lehrte. Ihre Forschungsschwerpunkte liegen auf der paläolithischen Besiedlung Italiens und derjenigen Europas im mittleren und späten Pleistozän einerseits, dann der Kunst und Begräbniskultur des Paläolithikums sowie der menschlichen Evolution in Ostafrika. Zur Urgeschichte Italiens verfasste sie Grundlagenwerke.

## Leben
Mussi lehrte an der „Sapienza“ am Dipartimento di Scienze dell‘Antichità und war Professore associato für Archäologie. Zudem ist sie Direktorin der Missione archeologica italiana in Melka Kunture, etwa 50 km südlich von Addis Abeba und Balchit (Äthiopien).
Mussi schloss ihr Studium 1972 (Ecologia preistorica) an der „Sapienza“ ab und absolvierte ihr Diplom 1975/76 an der Scuola Nazionale d'Archeologia di Roma. 1973 nahm sie an Grabungen in Somalia teil, dann im südsudanesischen Juba. Auch befasste sie sich mit Grabungsstätten des nahöstlichen Natufien ebenso wie mit Afghanistan. In Italien grub sie an Stätten des tyrrhenischen Italien, in den Abruzzen, im Fucino, um schließlich ihren Forschungshorizont auf das Paläolithikum ganz Italiens auszudehnen.
Seit 1977 führt sie archäologische Grabungen in Italien und in Ostafrika durch, darunter von 1982 bis 1989 in der Grotta Barbara (Mittelpaläolithikum bis frühes Jungpaläolithikum), seit 1992 in der Grotta di Pozzo und im Altopiano delle Cinque Miglia (Jungpaläolithikum und Mesolithikum), im Süden Sardiniens seit 1999 sowie seit 2009 im äthiopischen Melka Kunture, genauer in Garba III.
1993 bis 1995 repräsentierte sie Italien im Koordinationsnetzwerk The Palaeolithic occupation of Europe der Europäischen Wissenschaftsstiftung. 1994 bis 2001 war sie Wissenschaftskoordinatorin bei der Zusammenarbeit der „Sapienza“, bzw. des Dipartimento di Scienze dell‘Antichità, und der kanadischen University of Alberta in Edmonton, bzw. des dortigen Department of Anthropology. Seit 2009 arbeitet sie als Expertin für urgeschichtliche Grabungsstätten am World Heritage Centre der UNESCO, genauer gesagt am Programm Human Evolution, Adaptations, Dispersals and Social Development (HEADS).

## Werke (Auswahl)
- Il Paleolitico e il Mesolitico in Italia, 1993 (Popoli e civiltà dell’Italia antica, xxx) (ersetzte die zwanzig Jahre ältere Arbeit von Antonio Radmilli: Uomo e ambiente dal Paleolitico all'Età del bronzo, 1980)
- mit Wil Roebroeks, Jiří Svoboda, Kelly Fennema (Hrsg.): Hunters of the Golden Age: the Mid Upper Palaeolithic of Eurasia (30.000-20.000 bp), Leiden University Press, 2000.
- Earliest Italy. An overview of the Italian Paleolithic and Mesolithic, Kluwer Academic/Plenum Publishers, 2001.
- Le Paleoscienze. Le origini delle attività cognitive, treccani.it, 2001
- East and South of the Alps: the MUP funerary and artistic record of Italy and Moravia compared, in: Jiří A. Svoboda, Lenka Sedláčková (Hrsg.): The Gravettian Along the Danube. Proceedings of the Mikulov Conference, 20-21 November 2002, The Dolní Věstonice Studies, Bd. 11, 2004, S. 252–269.
- mit Pierre Bolduc, Jacques Cinq-Mars: Le 15 figurine paleolitiche scoperte da Louis Alexandre Jullien ai Balzi Rossi, in: Origini XXVI (2004) 7–64.
- mit Maria Rita Palombo, Patrizia Gioia, Giuseppe Cavarretta (Hrsg.): Studying Proboscideans: Knowledge, Problems and Perspectives. Selected papers from “‘The World of Elephants” Congress, Rom, in: Quaternary International 126-128 (2005) 1–287.
- La Venere di Savignano: scoperta, polemiche, descrizione e prospettive, in: Origini XXVII (2005) 219–246.
- Women of the Middle Latitudes. The Earliest Peopling of Europe from a Female Perspective, in: Wim Roebroeks (Hrsg.): Guts and Brains: An integrative approach to the Hominin Record, Leiden University Press Academic 2007, 165–184.
- mit Paul Bahn, Roberto Maggi: Parietal art discovered at Arene Candide Cave (Liguria, Italy), in: Antiquity 82 (2008) 265–270.
- mit Alessandro De Marco: A Gönnersdorf–style engraving in the parietal art of Grotta Romanelli (Apulia, southern Italy), in: Mitteilungen der Gesellschaft für Urgeschichte 17 (2008) 97-104. (online, PDF)
- mit Paola Villa: Single carcass of Mammuthus primigenius with lithic artifacts in the Upper Pleistocene of northern Italy, in: Journal of Archaeological Science 35 (2008) 2606–2613.
- The Venus of Macomer, a little-known prehistoric figurine from Sardinia, in: Paul G. Bahn (Hrsg.): An Enquiring Mind. Essays in Honor of Alexander Marshack, in: American School of Prehistoric Research, Harvard University 2009, S. 193–210.
- mit Maria Rita Palombo, Samuele Agostini, Maurizio Barbieri, Emmanuele Di Canzio, Federico Di Rita, Ivana Fiore, Paola Iacumin, Donatella Magri, Fabio Speranza: The early Middle Pleistocene site of Pagliare di Sassa (L’Aquila, central Italy), in: Quaternary International 223-224 (2010) 170–178.
- Paleo-landscapes and vulnerability in the framework of the World Heritage Convention, in: Nuria Sanz, Penelope Keenan (Hrsg.): Human Evolution: Adaptations, Dispersals and Social Developments (HEADS) – World Heritage Thematic Programme. World Heritage Papers Series 29 (2010) 190–201. ([whc.unesco.org/documents/publi_wh_papers_29_en.pdf online], PDF)
- mit Marco Peresani: The Palaeolithic Settlement of Italy during the Younger Dryas, in: Quaternary International 242 (2011) 360–370.
- mit Flavio Altamura, Roberto Macchiarelli, Rita T. Melis, Enza Spinapolice: Garba III (Melka Kunture, Ethiopia): a MSA site with archaic Homo sapiens remains revisited, in: Quaternary International 343,1 (2014) 28–39.
- Earliest Italy, Springer, 2014.
- Encoding and Decoding the Message: The Case of the Mid Upper Mesolithic Female Imagery, in: Fiona Coward, Robert Hosfield, Matt Pope, Francis Wenban-Smith (Hrsg.): Settlement, Society and Cognition in Human Evolution, Cambridge University Press, 2015, S. 275–287.
- mit Rosalia Gallotti, Margherita Mussi (Hrsg.): The Emergence of the Acheulean in East Africa and Beyond. Contributions in Honor of Jean Chavaillon, Springer International Publishing, 2018.